# Simon Zavarian

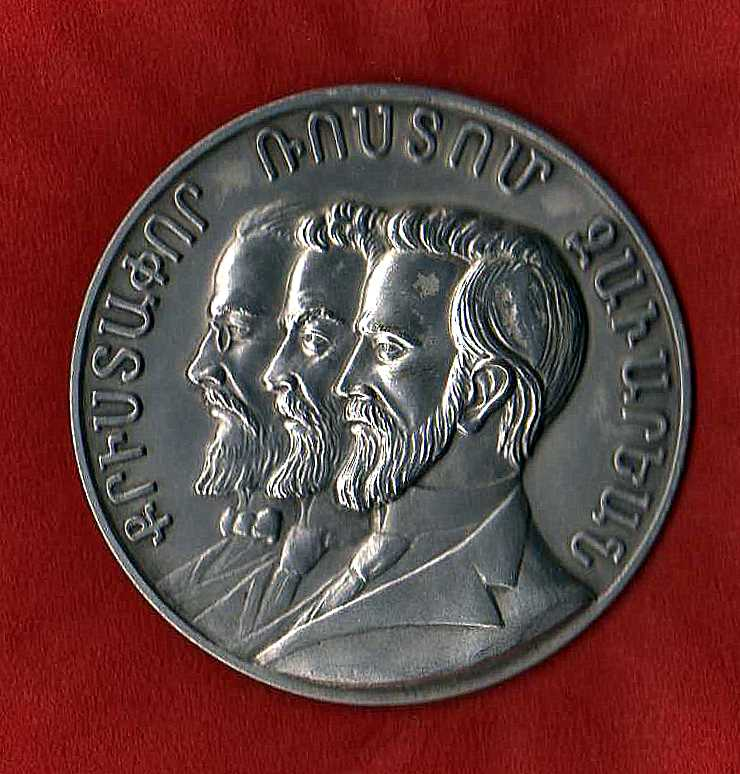
Les trois fondateurs de la FRA : de gauche à droite : Mikaelian, Zorian et Zavarian.

Simon Zavarian (en arménien Սիմոն Զավարյան ; 1866-1913), également connu sous son nom de guerre Andon (Անտոն), est un révolutionnaire arménien de la fin du XIXe siècle. Il est l'un des fondateurs du parti historique arménien, la Fédération révolutionnaire arménienne, en 1890 avec Christapor Mikaelian et Stepan Zorian.

## Biographie
Simon Zavarian naît en 1866 à Aygehat, dans le Lorri. Il poursuit ses études à Moscou puis s'établit à Tiflis où il rencontre Christapor Mikaelian et Stepan Zorian avec lesquels il fonde la Fédération révolutionnaire arménienne (FRA) en 1890. Il mène ensuite des activités d'enseignement en Arménie occidentale, avant de s'établir à Constantinople, où il participe à la rédaction du journal Azadamard.
Après la révolution des Jeunes-Turcs en 1908, il contribue à l'élaboration de plans de développement et à un recensement des Arméniens d'Arménie occidentale.
Il meurt prématurément en 1913 à Constantinople.